# پیر بوبی
پیر بوبی (انگلیسی: Pierre Bouby؛ زادهٔ ۱۷ اکتبر ۱۹۸۳) بازیکن فوتبال اهل فرانسه است.
از باشگاه‌هایی که در آن بازی کرده‌است می‌توان به باشگاه ورزشی آمیان، باشگاه فوتبال المپیک لیون، باشگاه فوتبال اوسر، باشگاه فوتبال نیم المپیک، و باشگاه فوتبال متس اشاره کرد.